# Anna Maria Strandberg
Anna Maria Strandberg (senare Strandberg-Bergman), född den 8 april 1852 i Stockholm, död 1933, var en svensk operasångerska, aktiv 1873–1888.
Strandberg debuterade på Operan 1873, där hon var aktiv till 1888, förutom tiden 1883–1884, när hon arbetade på Nya teatern. Hon beskrivs som en ”framstående koloratursångerska”.
Hon var dotter till Olof Strandberg, och gifte sig med försäkringstjänstemannen Nils Bergman 1887.